# Campyloneurum angustifolium
Campyloneurum angustifolium är en stensöteväxtart som först beskrevs av Olof Peter Swartz, och fick sitt nu gällande namn av Fée. Campyloneurum angustifolium ingår i släktet Campyloneurum och familjen Polypodiaceae. Inga underarter finns listade.

## Bildgalleri

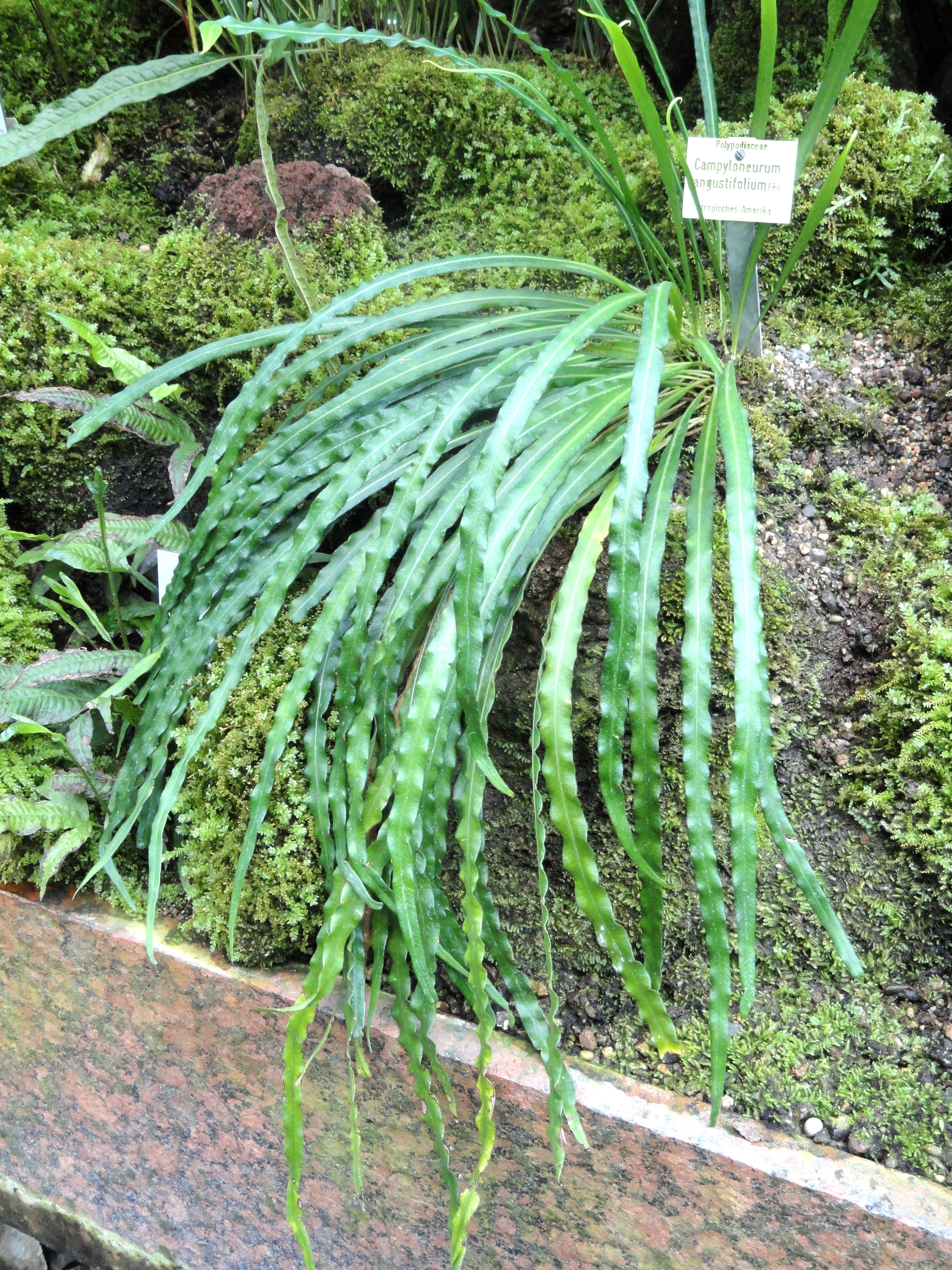
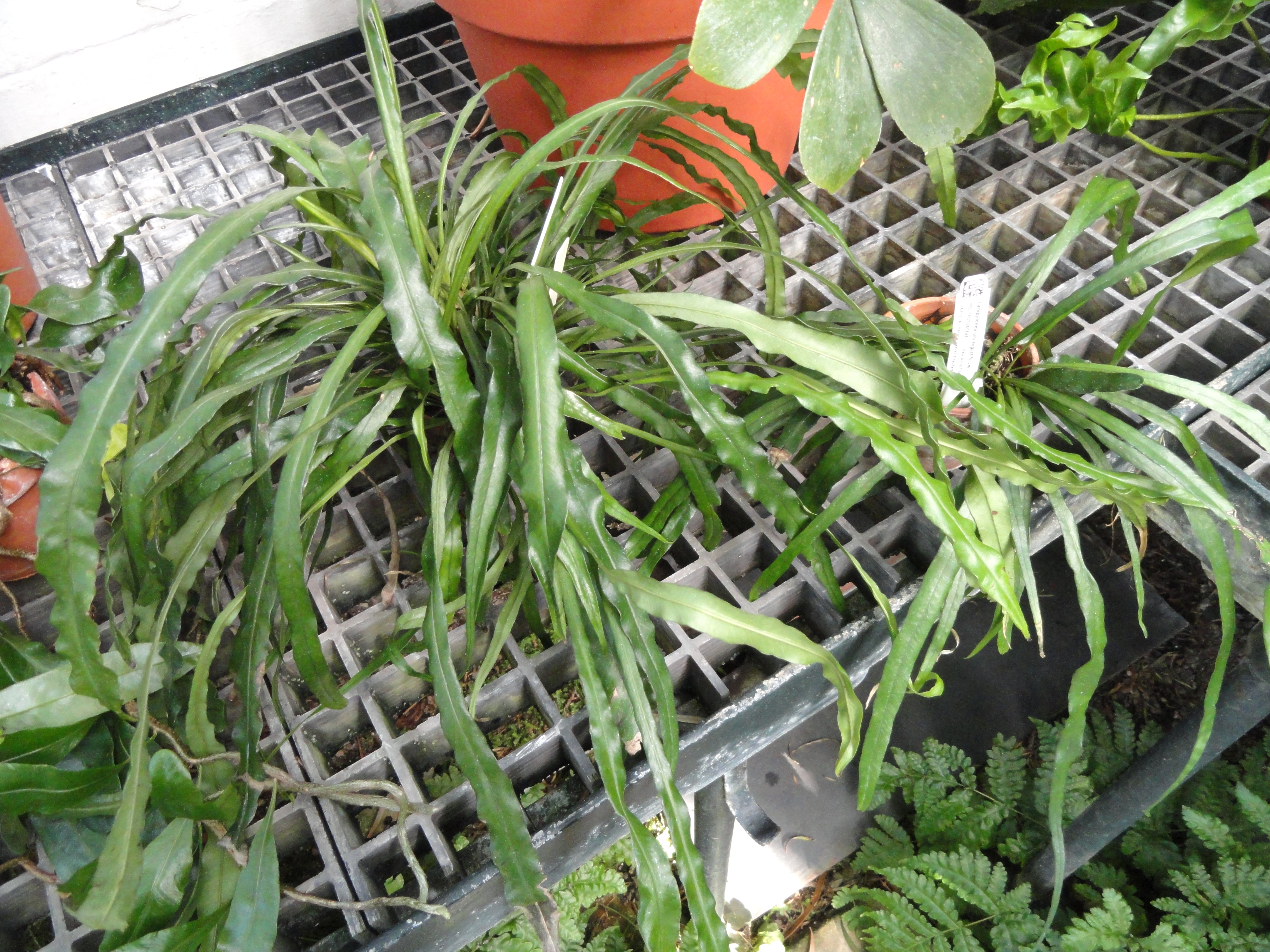